# Edith Potter
Edith Louise Potter (Clinton, 26 settembre 1901 – 22 marzo 1993, durante una crociera nei Caraibi) è stata un medico statunitense, ricercatrice nel campo della patologia perinatale, nota per i suoi contributi nella comprensione della eritroblastosi fetale in particolare della malattia da Rh.
Stabilì il legame tra un aspetto facciale caratteristico e l'assenza di reni fetali, un'associazione che divenne nota come sequenza di Potter.

## Biografia

### Gioventù
Potter è nata a Clinton, nello Iowa, da Edna Rugg Holmes e William Harvey Potter. Suo padre era un ingegnere locomotore. Ha trascorso la sua gioventà nel Wisconsin e nel Minnesota . Ha frequentato l'Università del Minnesota, dove ha conseguito una laurea in medicina. Potter ha frequentato il reparto a Minneapolis, proseguì gli studi post laurea a Vienna ed aprì uno studio medico privato nel Minnesota per cinque anni. Ha conseguito un dottorato di ricerca nell'Università del Minnesota nel 1934.

### Carriera
Dopo aver conseguito il dottorato di ricerca, Potter si trasferì a Chicago, dove è diventata un'insegnante di patologia nel dipartimento di ginecologia e ostetricia presso l'Università di Chicago . Potter rimase all'università fino al suo pensionamento. La scuola era affiliata al Chicago Lying-in Hospital, dove Potter era patologa. Quando un amministratore del dipartimento sanitario di Chicago iniziò a considerare le cause della mortalità infantile in città, decise di richiedere autopsie per consentire ai genitori di ottenere i permessi di sepoltura. In un periodo di oltre 30 anni, Potter ha eseguito più di 10.000 autopsie sui neonati.
Nel 1940, Potter ha scritto Fetal e Neonatal Death  insieme con il collega di dipartimento Fred Lyman Adair; la coppia ha analizzato le cause della morte di oltre 500 bambini morti negli anni '30. Essi hanno scoperto che l'ipossia e l'emorragia intracranica erano due principali cause di morte. Man mano che acquisiva maggiore esperienza con le autopsie, Potter sentiva che identificare anomalie nei singoli bambini era solo una piccola parte del suo lavoro. Potter ha affermato che un obiettivo più ampio era correlare i risultati di specifici bambini con quelli di gruppi di altri bambini, integrando i risultati fisici con altri potenziali fattori eziologici per identificare i modelli e le cause della morte infantile.
Potter divenne famosa per il suo lavoro che stabiliva come la Eritroblastosi fetale come un'importante causa di morte infantile. Ha anche pubblicato un articolo del 1946 che legava l'agenesi renale a specifici risultati facciali in un gruppo di 20 bambini. Diversi anni dopo, è stato stabilito che l'agenesia renale bilaterale ha provocato oligoidramnios e che i bassi livelli di liquido amniotico hanno causato la compressione fetale e le caratteristiche facciali osservate. Il quadro clinico divenne noto come sequenza di Potter .

## Vita privata
Nell'estate del 1944, Potter sposò lo scultore architettonico Alvin Meyer, che ebbe una figlia. Meyer è stato l'illustratore di uno dei libri di Potter, Fundamentals of Human Reproduction (1948).
In seguito Potter sposò Frank Deats, coordinatore architettonico e acquarellista. Deats morì nel 1983, dieci anni prima della morte della Potter. Dopo il suo ritiro dalla carriera accademica, Potter si interessò all'orticoltura, in particolare alla coltivazione di piante d'appartamento.

### Dopo il ritiro accademico
Potter si ritirò a metà degli anni '60 e si trasferì a Fort Myers, in Florida, con Alvin Meyer che morirà nel 1976.
In particolare, Potter coltivò bromeliacee e donò 122 piante all'Università del Minnesota nel 1980 per istituire il Conservatorio Meyer-Deats nell'arboreto della scuola. Il giardino d'inverno è stato nominato in onore dei mariti della Potter.
Alla Potter fu diagnosticato un tumore del colon in età avanzata e morì durante una crociera nel 1993 nei Caraibi.

## Premi e Riconoscimenti
Potter ha ricevuto un dottorato onorario dall'Università del Brasile; aveva prestato servizio per un anno come docente ospite lì.
L'Università della Florida del sud le ha successivamente conferito un dottorato onorario in scienze.
Una cattedra dotata presso la Florida Gulf Coast University è stata istituita in nome di Potter. È anche onorata dal Congresso americano di ostetrici e ginecologi con una lezione a suo nome.

## Pubblicazioni
- Morte fetale e neonatale (1939, con Fred L. Adair)
- Rh, la sua relazione con la malattia emolitica congenita e le reazioni trasfusionali infragruppo (1947)
- Fondamenti di riproduzione umana (1948)
- Patologia del feto e del bambino (1953)